# Gabriel Deville
Gabriel Pierre Deville (Tarbes, 8 de março de 1854 – Viroflay, 28 de fevereiro de 1940) foi um divulgador das ideias socialistas na França do século XIX. Formado em Direito em Paris e membro do Parti Ouvrier Français, frequentava o famoso Café Soufflet, onde se reunia com Jules Guesde e Lafargue, outros socialistas e membros do partido.
Escreveu o único resumo autorizado (e segundo alguns, a pedido) do Capital de Karl Marx, com o intuito de popularizar na camada operária a divulgação das ideias socialistas, já que a leitura do original era tida (e ainda é por muitos) como de extrema dificuldade. Esta publicação gerou, posteriormente, um desentendimento com Friederich Engels, parceiro intelectual de Marx e detentor de seu legado.

## Publicações
As publicações de Gabriel Deville incluem:
- Gabriel Deville (1874), Des divers ordres de succession, Paris: typ. N. Blanpain
- Gabriel Deville (1876), Biographie du citoyen Emile Acollas, Paris: A. Chaix
- Gabriel Deville (1878), Blanqui libre, Paris: tous les libraires
- Gabriel Deville (1883), Le capital : Aperçu sur le socialisme scientifique, Paris: H. Oriol
- Gabriel Deville (1884), L'évolution du capital, Paris: H. Oriol
- Gabriel Deville (1886), Philosophie du socialisme, Paris: Bibliothèque socialiste
- Gabriel Deville (1887), L'Anarchisme, Paris: Librairie du Parti ouvrier
- Gabriel Deville (1887), Le Capital, de Karl Marx, résumé et accompagné d'un aperçu sur le socialisme scientifique, Paris: C. Marpon et E. Flammarion
- Honoré de Balzac (1888),  Gabriel Deville, ed., La Femme et l'amour, Paris: C. Lévy
- Gabriel Deville (1890–1891), «Note sur le développement du langage», Orléans: impr. de G. Jacob, Revue de linguistique
- Gabriel Deville (1895), Gabriel Deville. L'État et le socialisme, Paris: Groupe des étudiants collectivistes
- Karl Marx; Friedrich Engels (1896), Le Manifeste du parti communiste par Karl Marx et Frédéric Engels, Aperçu sur le socialisme scientifique par Gabriel Deville, Bruxelles
- Gabriel Deville (1896), Principes socialistes, Paris: V. Giard et E. Brière
- Gabriel Deville (1901),  Jean Jaurès, ed., Thermidor et Directoire (1794–1799), Paris: J. Rouff
- Gabriel Deville (1924), Calendrier nouveau et chronologie ancienne : Exemplaire avec des notes et des corrections manuscrites, Viroflay, Seine-et-Oise / Versailles: l'auteur / impr. de C. Barbier
- Gabriel Deville, L'Entente, la Grèce et la Bulgarie (Notes d'histoire et souvenirs), Paris: E. Figuière